# Luiz Eduardo dos Santos Gonzaga
Luiz Eduardo dos Santos Gonzaga, meglio noto come Dudu (Itanhaém, 21 aprile 1990), è un calciatore brasiliano, attaccante del Gifu.

## Carriera
Ha giocato nella prima divisione dei campionati brasiliano e giapponese e nella seconda divisione brasiliana.

## Palmarès

### Club

#### Competizioni statali
- Campionato Catarinense: 2

Figueirense: 2014, 2015

#### Competizioni internazionali
- Coppa Suruga Bank: 1

Kashiwa Reysol: 2014